# Hit and Run (film, 2009)
Pour les articles homonymes, voir Hit and run.
Pour plus de détails, voir Fiche technique et Distribution.
Hit and Run, ou Collision fatale au Québec, est un film thriller-horreur américain produit par MGM, sorti en 2009 réalisé par Enda McCallion. 
Le film est sorti en janvier 2009 aux États-Unis et en août 2010 en France, distribué par Fox Pathé Europa.

## Synopsis
En rentrant, en voiture d'une fête bien arrosée, Mary découvre avec stupeur qu'elle a percuté en route un homme resté accroché à son pare-chocs. Prise de panique, elle l'achève et l'enterre dans la forêt afin d'effacer toute trace.
Ensuite, elle tente d'oublier l'incident et de reprendre une vie normale mais l'homme survit. Fou de rage, il est prêt à tout pour se venger, y compris à massacrer les gens qui se trouvent entre Mary et lui...

## Fiche technique
- Titre : Hit and Run
- Titre québécois : Collision fatale
- Réalisation : Enda McCallion
- Producteur : Mark Morgan, Andrew Weiner, Brent Emery, Guy Oseary, Braxton Pope, Scott Reed, Ron Singer et Benjamin Sitzer
- Montage : Miklos Wright
- Musique : Matt Messina
- Distribution : MGM
20th Century Fox Home Entertainment
- Budget : 3 500 000 $US
- Langue : Anglais

## Distribution
Légende : Version Québécoise = VQ
- Laura Breckenridge (VQ : Viviane Pacal) : Mary Murdock
- Kevin Corrigan (VQ : Louis-Philippe Dandenault) : Timothy Emser
- Christopher Shand (VQ : Renaud Paradis) : Rick
- Megan Anderson (VQ : Julie Burroughs) : Jane
- Robert Cait (VQ : Hugolin Chevrette) : Eddie le Spaz
- Michael Gell (VQ : Célia Gouin-Arsenault) : Andy
- Nitin Adsul : Pompiste
- Eric Zuckerman : Mécanique
- Joe Hansard : L'officier de quarantaine
- Lance Lewman : Mécanique
- Rebecca Gebhard : Présentateur télé
- Al Twanmo : Présentateur télé
- Kara Quick : Journaliste
- Katherine Schmoke : Journaliste
- Mary Lechter : Enseignante

## Bande originale
- "Roller Coaster" (Rafelson) Interprété par Erika Jayne
- "Float On" (Gallucci, Judy, Brock) Interprété par Modest Mouse
- "Noise" (Frost, Coates, Murphy) Interprété par Bangkok 5
- "90 Miles An Hour" (Costner, Morgan, Chisolm) Interprété par Kevin Costner et Modern West